# 二ツ橋町 (横浜市)
二ツ橋町（ふたつばしちょう、英: Futatsubashi-chō）は、横浜市瀬谷区の町名。丁番を持たない単独町名である。住居表示未実施。面積は0.978km2。

## 地理
瀬谷区東部にあり、東側は旭区に接する。西側は和泉川に沿って町境が引かれている。
中部を相模鉄道と厚木街道（神奈川県道40号横浜厚木線）が東西に走り、三ツ境駅に近い。北東から南西にかけて中原街道（神奈川県道45号丸子中山茅ヶ崎線）、北西から南東にかけて神奈川県道401号瀬谷柏尾線が通り、二ツ上橋交差点で交わる。中原街道と相模鉄道が交差する部分は道路がアンダーパスになっている。
東側の三ツ境駅近くには瀬谷区総合庁舎（区役所・消防署・公会堂）や瀬谷警察署など官庁が置かれている。相模鉄道の北側には横浜市立二つ橋小学校や神奈川県立三ツ境養護学校、横浜市立二つ橋高等特別支援学校の教育機関が集まる。

### 字
棟窪、千駄野、戸塚道、神奈川道、鎌倉道、宮ノ町、二ツ橋、広町、中丸、大亀窪、連雀谷、二ツ橋谷

### 地価
住宅地の地価は、2025年（令和7年）1月1日の公示地価によれば、二ツ橋町字二ツ橋谷4765番4の地点で22万円/m²、二ツ橋町字戸塚道105番22の地点で21万6000円/m²、二ツ橋町字広町468番13の地点で17万5000円/m²となっている。

## 歴史

### 沿革
かつての鎌倉郡瀬谷村の一部で、1939年（昭和14年）4月1日に横浜市に編入され、瀬谷村大字二ツ橋の全域及び大字瀬谷の一部が戸塚区二ツ橋町となった。1969年（昭和44年）10月1日、戸塚区から瀬谷区を分離、瀬谷区二ツ橋町となる。1978年（昭和53年）12月20日に一部が東野に編入され、1979年（昭和54年）6月24日に三ツ境との境界を変更する。1987年（昭和62年）10月26日に一部が東野台に編入される。1999年（平成11年）8月2日、宮沢町の一部を編入する。
1926年から1944年まで相模鉄道二ツ橋駅が営業していた（1960年廃止）。
町名は、町内に二つの小橋があったことに由来する。中原街道と瀬谷柏尾線が交わる二ツ上橋交差点に建てられた「二ツ橋地名由来の碑」（昭和62年）には、2編の和歌が刻まれている。
相模野の 流れもわかぬ 川水を 掛けならべたる 二ツ橋かな（道光親王 文明16年11月 詠）
しみじみと 清き流れの 清水川 かけわたしたる 二ツ橋かな（徳川家康 慶長18年12月 詠）
碑文では「二ツ橋地名の由来はこの歌のいずれかは詳さではないが、二首ともにこのあたりの清らかなたたずまいにふれて詠まれたもので その昔は豊かな自然に恵まれた土地であったと思われます」と説明している。瀬谷区ホームページでは家康の詠んだ歌や石橋供養塔（安政3年）などを二ツ橋の由来と紹介している。

## 世帯数と人口
2025年（令和7年）6月30日現在（横浜市発表）の世帯数と人口は以下の通りである。
| 町丁     | 世帯数    | 人口    |
| -------- | --------- | ------- |
| 二ツ橋町 | 4,163世帯 | 8,486人 |

### 人口の変遷
国勢調査による人口の推移。
| 年                 | 人口  |
| ------------------ | ----- |
| 1995年（平成7年）  | 8,745 |
| 2000年（平成12年） | 8,855 |
| 2005年（平成17年） | 9,084 |
| 2010年（平成22年） | 8,966 |
| 2015年（平成27年） | 8,774 |
| 2020年（令和2年）  | 8,365 |

### 世帯数の変遷
国勢調査による世帯数の推移。
| 年                 | 世帯数 |
| ------------------ | ------ |
| 1995年（平成7年）  | 3,226  |
| 2000年（平成12年） | 3,469  |
| 2005年（平成17年） | 3,624  |
| 2010年（平成22年） | 3,720  |
| 2015年（平成27年） | 3,735  |
| 2020年（令和2年）  | 3,751  |

## 学区
市立小・中学校に通う場合、学区は以下の通りとなる（2024年11月時点）。
| 番地 | 小学校               | 中学校             |
| ---- | -------------------- | ------------------ |
| 全域 | 横浜市立二つ橋小学校 | 横浜市立東野中学校 |

## 事業所
2021年（令和3年）現在の経済センサス調査による事業所数と従業員数は以下の通りである。
| 町丁     | 事業所数  | 従業員数 |
| -------- | --------- | -------- |
| 二ツ橋町 | 150事業所 | 2,788人  |

### 事業者数の変遷
経済センサスによる事業所数の推移。
| 年                 | 事業者数 |
| ------------------ | -------- |
| 2016年（平成28年） | 148      |
| 2021年（令和3年）  | 150      |

### 従業員数の変遷
経済センサスによる従業員数の推移。
| 年                 | 従業員数 |
| ------------------ | -------- |
| 2016年（平成28年） | 1,688    |
| 2021年（令和3年）  | 2,788    |

## 施設
- 瀬谷区総合庁舎
  - 横浜市瀬谷区役所
  - 横浜市消防局瀬谷消防署
  - 横浜市瀬谷公会堂
- 神奈川県瀬谷警察署
- 横浜市立二つ橋小学校
- 神奈川県立三ツ境支援学校
- 横浜市立二つ橋高等特別支援学校
- 三ツ境自動車教習所
- eモール
  - オーケー三ツ境店
  - マツモトキヨシ瀬谷eモール店
  - セリア三ツ境eモール店
- ウエルシア薬局瀬谷三ツ境店

## その他

### 日本郵便
- 郵便番号 : 246-0021[3]（集配局：瀬谷郵便局[25]）。

### 警察
町内の警察の管轄区域は以下の通りである。
| 番・番地・地域等             | 警察署     | 交番・駐在所 |
| ---------------------------- | ---------- | ------------ |
| 1〜213番地                   | 瀬谷警察署 | 南台交番     |
| 214〜615番地、4750〜4778番地 | 瀬谷警察署 | 瀬谷駅前交番 |

## 参考資料
- “横浜市町区域要覧” (PDF).   横浜市市民局 (2016年6月). 2022年9月6日閲覧。
- 『県別マップル 神奈川県広域・詳細道路地図』2006年4刷 昭文社 ISBN 9784398626998